# Bzenice
Bzenice (cyr. Бзенице) – wieś w Serbii, w okręgu rasińskim, w gminie Aleksandrovac. W 2011 roku liczyła 282 mieszkańców.